# 1744 w muzyce
Wydarzenia muzyczne w 1744 roku.

## Dzieła
- Johan Helmich Roman – Drottningholmsmusiken (suita orkiestrowa)
- Jan Dismas Zelenka – Litaniae Lauretanae 'Consolatrix afflictorum' w G
- Jan Dismas Zelenka – Litaniae Lauretanae 'Salus infirmorum' w F

## Dzieła operowe
- Thomas Arne – The Death of Abel

## Urodzili się
- 4 maja – Marianne Martinez, austriacka kompozytorka, pianistka i śpiewaczka pochodzenia hiszpańskiego (zm. 1812)
- 18 maja – Jan Beer, czesko-niemiecki kompozytor, klarnecista i trębacz (zm. 1812)

Data dzienna nieznana
- Gaetano Brunetti, włoski kompozytor i skrzypek (zm. 1798)
- Józef Zeidler, polski kompozytor (zm. 1806)

## Zmarli
- 29 czerwca – André Campra, francuski kompozytor i dyrygent (ur. 1660)
- 31 października – Leonardo Leo, włoski kompozytor, organista i nauczyciel, przedstawiciel szkoły neapolitańskiej w muzyce (ur. 1694)